# Кирилл (Соколов)
Епископ Кирилл (в миру Виктор Иванович Соколов; 30 июля (11 августа) 1883, Москва — 31 августа 1937) — епископ Русской православной церкви, епископ Пензенский.

## Биография
Родился 30 июля 1883 года в семье священника Софийской церкви при Софийской детской больнице в Москве.
В 1897 году окончил Заиконоспасское духовное училище.
В 1903 году окончил Московскую Духовную Семинарию.
Обучаясь в Московской духовной академии, пострижен в мантию с именем Кирилл.
19 августа 1911 года окончил Московскую духовную академию со степенью кандидата богословия.
Определён преподавателем в Пермскую духовную семинарию по Гомилетике, Литургике и Практическому руководству для пастырей.
С 6 октября 1912 года — преподаватель Тифлисской духовной семинарии.
С 9 августа 1913 года — смотритель Лысковского духовного училища.
С 12 августа 1914 года — смотритель Вольского духовного училища в сане иеромонаха.
С 20 января 1917 года — смотритель Купянского духовного училища.
В конце 1917 года был назначен наместником Новоспасского монастыря в Москве в сане архимандрита.
9 декабря 1921 года хиротонисан во епископа Феодосийского, викария Екатеринославской епархии. На епархии не был.
С 1922 года — епископ Любимский, викарий Ярославской епархии.
29 августа (11 сентября) 1924 назначен епископом Нижнеудинским, викарием и временным управляющим Иркутской епархии.
С 1925 года — епископ Ейский, викарий Ростовской епархии.
С 1926 года — епископ Саранский, викарий Пензенской епархии.
С июля 1926 года — в Бутырской тюрьме, а затем в ссылке в Полоцке до февраля 1927 года.
С 7 сентября 1927 года — епископ Краснослободский, викарий и управляющий Пензенской епархии.
С 24 августа 1928 года — епископ Пензенский.
Обладал прекрасным голосом и великолепно служил. По отношению к обновленцам занимал самую непримиримую позицию. В 1928 году главный обновленческий журнал «Вестник Священного синода православных церквей в СССР» писал о нём: «Фанатик — староцерковник епископ Кирилл в Пензе — не называет обновленцев иначе как „живцами“. Крещёных ими перекрещивает, предпочитая крещение даже бабкой, причем заявляет при этом, что бабка — православный человек, а обновленческий священник — еретик. Оп запретил в священнослужении одного из своих благочинных, прот. Николаева, только за то, что тот на одном из собраний высказался за необходимость примирения на Соборе».
В Пензе у епископа Кирилла с 1928 года проживали на иждивении его личный друг епископ Нифонт, уже побывавший в заключении, где ему выбили все зубы, и высланный из Москвы в Пензу профессор Московской Духовной Академии Сергей Сергеевич Глаголев.
С 13 января 1931 года в заключении.
Официально числился Пензенским до дня назначения нового епископа 21 ноября 1933 года.
Расстрелян 31 августа 1937 года.